# Michail Alojan
Michail Surenovič Alojan (in russo Михаил Суренович Алоян?; Karmiravan, 23 agosto 1988) è un pugile russo, campione mondiale dilettanti dei pesi mosca nel 2011, ed europeo nel europei di Mosca 2010.

## Biografia
Nato nell'allora URSS a Karmiravan (RSS Armena), nel febbraio 1997 si trasferì con la famiglia a Novokuzneck in Russia.

## Carriera pugilistica

### Olimpiadi

#### Londra 2012
Ha vinto la medaglia di bronzo olimpica a Londra, nella categoria pesi mosca, battuto in semifinale dal mongolo Nyambayaryn Tögstsogt.
- Bye ai 32 mi
- Batte Samir Brahimi ( Algeria) 14-9
- Batte Jeyvier Cintron Ocasio ( Porto Rico) 23-13
- Sconfitto da Nyambayaryn Tögstsogt ( Mongolia) 11-15

#### Rio de Janeiro 2016
Inizialmente vincitore  della medaglia d'argento olimpica a Rio de Janeiro, nella categoria pesi mosca, battuto in finale dal uzbeco Shakhobidin Zoirov, in seguito revocatagli per doping.
- Bye ai 32 mi
- Batte Elie Konki ( Francia) 3-0
- Batte Ceiber Ávila ( Colombia) 3-0
- Batte Hu Jianguan ( Cina) 3-0
- Sconfitto da Shakhobidin Zoirov ( Uzbekistan) 0-3

### Mondiali dilettanti

#### Milano 2009
Vincitore della medaglia di bronzo ai mondiali dilettanti di Milano 2009 nella categoria dei pesi mosca, battuto in semifinale dal rappresentante della federazione mongola Nyambayaryn Tögstsogt.
- Batte Yaya Runanga ( Burundi) 25-2
- Batte Derenik Gizhlaryan ( Armenia) 11-5
- Batte Valenzuela Eddie ( Guatemala) 7-1
- Batte Amnaj Ruenroeng ( Thailandia) 7-5
- Sconfitto da Nyambayaryn Tögstsogt ( Mongolia) 7-8

#### Baku 2011
Vincitore della medaglia d'oro ai mondiali dilettanti di Baku 2011 nella categoria dei pesi mosca, battendo in finale il rappresentante della federazione gallese Andrew Selby.
- Batte Oteng Oteng ( Botswana) 18-5
- Batte Robeisy Ramírez ( Cuba) 15-11
- Batte Elvin Mamishzade ( Azerbaigian) 14-12
- Batte Rau'shee Warren ( Stati Uniti) 17-13
- Batte Andrew Selby ( Gran Bretagna) 13-12

In virtù di questo piazzamento ha conquistato la qualificazione per le olimpiadi di Londra 2012.

#### Almaty 2013
Vincitore della medaglia d'oro ai mondiali dilettanti di Almaty 2013 nella categoria dei pesi mosca, battendo in finale l'uzbeko Jasurbek Latipov.
- Batte Aleksandr Aleksandrov ( Bulgaria) 3-0
- Batte Oteng Oteng ( Botswana) 3-0
- Batte Shahriyor Akhmedov ( Tagikistan) 3-0
- Batte Chatchai Butdee ( Thailandia) 3-0
- Batte Jasurbek Latipov ( Uzbekistan) 2-1

### Europei dilettanti

#### Mosca 2010
Ha conquistato la medaglia d'oro agli europei di Mosca 2010, battendo in finale l'inglese Khalid Saeed Yafai.
- Batte Nordine Oubaali ( Francia) 10-3
- Batte Selcuk Eker ( Turchia) 11-2
- Batte Vincenzo Picardi ( Italia) 7-2
- Batte Khalid Yafai ( Gran Bretagna) 4-1

### Coppa del mondo

#### Mosca 2008
Ha vinto la medaglia d'oro nel corso della coppa del mondo di Mosca 2008, battendo individualmente il cubano Andry Laffita.